# Удом Євстафій Євстафійович
Євстафій Євстафійович Удом гербу Вольф (Удом 2-й; нім. Gustav Udam, рос. Евстафий Евстафьевич Удом, нар.1760 — пом.10 березня 1836 Златопіль) — російський командир епохи наполеонівських воєн, генерал-лейтенант, двоюрідний брат Івана Федоровича Удома.

## Біографія
З балтійських німців, Ліфляндських дворян. Як було прийнято у дворян був записаний рядовим на службу в Натебурзький піхотний полк 2 липня 1771 року, а вже через два місяці 29 вересня стає сержантом. Брав участь у поході до Польщі в 1771 р., чин прапорщика отримав 29 червня 1776. Був одруженим з родичкою князя Остен-Сакена Теофілою Антонівною Юрківською та мав доньку Марію (стала дружиною Петра Федоровича Лопухіна) та Ілію (стала дружиною Адріана Федоровича Лопухіна).

З 25 грудня 1783 служив у Сибірському гренадерському полку в чинах від секунд-майора до полковника (14 вересня 1803). Брав участь у російсько-турецькій війні 1787—1791 рр. Був при взятті Бендер і у битві біля Мачина. У 1792 і 1794 бився з поляками і був нагороджений орденом Св. Георгія 4-го кл. 26 листопада  1795 .  
|  | ... за відмінну хоробрість, надану в червні місяці 792 року в Польщі біля Дубенки оволодінням ворожої батареї. |

У 1804, 1805 і 1806 р. брав участь в експедиціях у Чорному, Середземному, Мармуровому морях. 13 вересня 1806 переведений у 38-й єгерський полк з призначенням шефом полку. У 1809 р. перебував у поході в Галичину. Під час війни з турками 1806—1812 рр. відзначився при штурмі Ловчі, за що 28 лютого 1811 був представлений у чин генерал-майора.
На початку 1812 р. 38-й єгерський полк, шефом якого був Удом, у складі 3-ї бригади 9-ї піхотної дивізії входив в корпус Є. І. Маркова 3 — ї Резервної обсерваційної (з 18 вересня, після об'єднання з Дунайською — 3-ю Західною) армії. Брав участь в битві біля Кобриня, у боях при Дивині, Тюхінічах, де поранений в ліву ногу ядром. У закордонних походах 1813—1814 рр. брав участь у військових діях в Сілезії, під Лівербасом, Гольдбергом, Гельсдорфом, Загене; за відзнаку у битві і переслідуванні корпусу маршала Макдональда нагороджений орденом Св. Володимира 3-го ст. Учасник Битви народів.
Під час походу 1814 р. на Францію брав участь у битві біля Брієнн-лє-Шато і Ла-Ротьєра, битвах при Шампобері, Шалоні, Суассоні, Лані і при взятті Парижу. Брав участь у поході до Франції під час « 100 днів», 25 грудня 1815 призначений командиром 9-ї піхотної дивізії. До 1818 р. служив в окупаційному корпусі у Франції. Після повернення у Росію командував 20-ю піхотною дивізією. 17 вересня 1826 знятий з займаної посади та призначений перебувати при війську. З 20 липня 1827 по 29 жовтня 1828 був Ризьким комендантом. 12 грудня 1824 отримав чин генерал-лейтенанта. 22 жовтня 1833 у зв'язку із хворобою звільнений зі служби з мундиром і повної пенсією. Поселився у наданій йому оренді місті Златополі, в ньому помер і тут був похований.

## Нагороди
- Орден Святої Анни першого ступеня,
- Орден Святого Володимира другого ступеня,
- Орден Святого Георгія четвертого класу,
- прусський орден Червоного орла другого ступеня,
- шведський Військовий Орден Меча (1813),
- Баденський орден Церінгенського лева другого ступеня,
- французький орден Почесного легіону,
- Золота шпага «за хоробрість» з алмазами.